# Nemesia caementaria
Nemesia caementaria is een spinnensoort in de taxonomische indeling van de bruine klapdeurspinnen (Nemesiidae).
Nemesia caementaria werd in 1799 beschreven door Latreille.